# 日月双塔

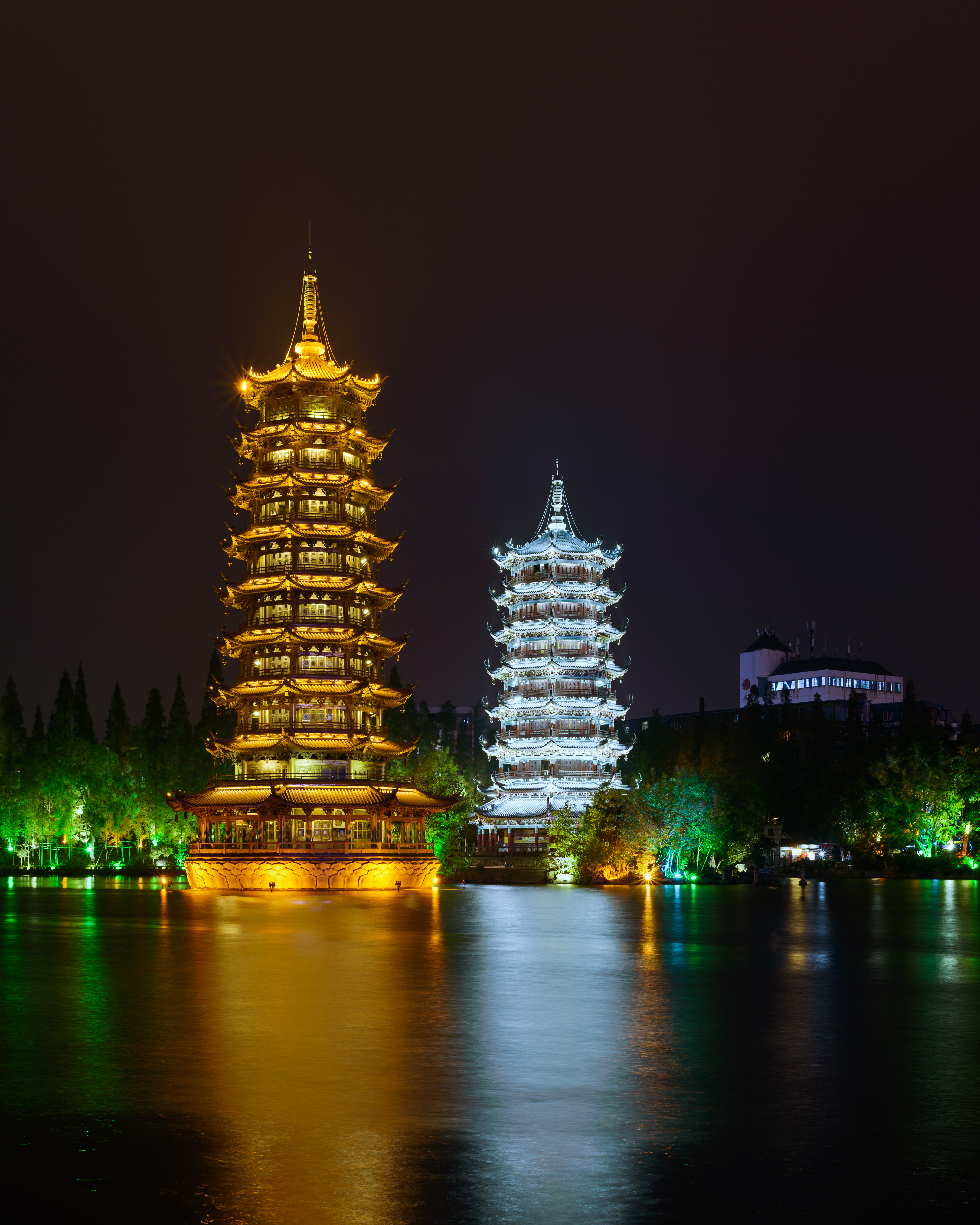
日月双塔在杉湖中的倒影

日月双塔是桂林两江四湖景区的两座楼阁式塔，位于杉湖的南岸，2001年建成。日塔橙黄色，高41米共九层；月塔清蓝色，高35米共七层。